# Can Boada (Mataró)
Can Boada és una obra historicista de Mataró (Maresme) protegida com a bé cultural d'interès local.

## Descripció
Casa situada al peu del cim de Sant Salvador, entre el veïnat d'en Cirera i el centre de Mataró. Can Boada pren el nom de la masia de Can Boada, que es trobava situada molt a prop. L'edifici fou construït pel mestre d'obres Jeroni Boada cap al 1850, sota l'estil historicista de tendència romana d'Orient. Can Boada és fet íntegrament d'obra vista. L'estructura de l'edifici es compon de quatre torres semicirculars a cada extrem de l'edifici, amb una cupuleta cada una. Al centre s'hi destaca una altra cúpula de grans dimensions, com si es tractés d'una reproducció en petit de Santa Sofia d'Istanbul o de qualsevol temple de litúrgia ortodoxa.